# シーフォックス (潜水艦)
シーフォックス (USS Sea Fox, SS-402) は、アメリカ海軍の潜水艦。バラオ級潜水艦の一隻。艦名はヨーロッパおよびアメリカ合衆国沿岸に生息する大型のサメ、オナガザメに因んで命名された。

## 艦歴
シーフォックスは1943年11月2日にメイン州キタリーのポーツマス海軍造船所で起工した。1944年3月28日にロバート・N・ロバートソン夫人によって命名、進水し、1944年6月13日に艦長ロイ・C・クリンカー少佐（アナポリス1935年組）の指揮下就役する。就役から2ヶ月後にシーフォックスはニューロンドンを出航し、ハワイで第282潜水艦部隊に合流。真珠湾には9月11日に到着した。

### 第1の哨戒 1944年10月 - 11月
10月4日、シーフォックスは最初の哨戒で小笠原諸島方面に向かった。10月25日まで同海域で活動し、敵艦への攻撃および硫黄島へ攻撃を行うB-24乗員の救助艦任務に当たった。10月26日、シーフォックスは敵貨物船に対して最初の攻撃を行なう。その後南西諸島方面に向かい、11月8日に到着した。到着当日、シーフォックスは北緯31度10分 東経129度41分 / 北緯31.167度 東経129.683度の地点で僚艦クイーンフィッシュ (USS Queenfish, SS-393) とともに敵船団に対して4度の攻撃を行い、合計11本の魚雷を発射。発射した11本は何発かが敵艦に命中し、貨物船2隻8,000トンを撃沈したと判断された。また、11本のうちの1本が円弧を描いてシーフォックスの司令塔上方を通過したが、幸いにしてタリビー (USS Tullibee, SS-284)、タング (USS Tang, SS-306) のような珍事は避けられた。11月15日に哨戒海域を撤収した。11月24日、シーフォックスは49日間の行動を終えてマジュロに帰投した。

### 第2の哨戒 1944年12月 - 1945年2月
12月20日、シーフォックスは2回目の哨戒で、第17.19任務群の1隻としてブルーバック (USS Blueback, SS-326)、パファー (USS Puffer, SS-268) とウルフパックを構成し日本近海に向かった。途中サイパン島で燃料を補給し、部隊は護衛の哨戒艇と共に不時着したB-24の乗員を救助した。12月28日、ウルフパックはサイパン島を出航し、1945年1月1日に沖縄島近海の哨戒海域に到着した。1月9日から10日にかけて、敵艦と遭遇したシーフォックスは2度の攻撃を行ったもののいずれも失敗した。その後連絡を受けたパファーがこの敵艦に攻撃を行い、第42号海防艦を撃沈した。2月5日、シーフォックスは46日間の行動を終えてグアム島アプラ港に帰投した。グアムでの修理の間にシーフォックスの乗組員5名が、島に潜んでいた日本軍の攻撃により死亡した。

### 第3、第4の哨戒 1945年3月 - 7月
3月8日、シーフォックスは3回目の哨戒で南シナ海および台湾近海に向かった。敵艦との遭遇は6度あったものの、実際に攻撃したのは4月1日の早朝、濃霧の中行われた3隻の貨物船および4隻の護衛艦から成る輸送船団に対する1回のみであり、貨物船1隻に損傷を与えたと判断させた。同日深夜、クイーンフィッシュが緑十字船の阿波丸（日本郵船、11,249トン）を撃沈する（阿波丸事件）。翌2日、シーフォックスは現場海域での生存者救助と積み荷の残骸回収を命じられた。シーフォックスは生存者を発見することはできなかったが、積み荷を覆っていたゴムシートを発見した。シートの一部を回収した後、シーフォックスは哨戒を継続した。4月3日、シーフォックスの乗員1名が他の乗員によって撃たれるという事故が生じた。負傷者を帰投する別の潜水艦に移乗させようとしたものの、荒天によって遮られ、負傷者は哨戒完了まで艦内で休養することとなった。4月中旬には、シーフォックスは台湾北西部沖で日本軍の対潜水艦戦部隊に遭遇した。哨戒機は夜間に多数飛行し、シーフォックスの充電を妨げた。しかしながら日中は飛行しなかったため、シーフォックスは浮上して急速充電を行った。4月16日から17日にかけての晩、シーフォックスは哨戒海域を離れる。ところが、19日に艦首索具のトラブルにより死傷者が生じたため、サイパン島への帰投は遅れることとなり、4月26日にサイパン島に到着した。5月6日、シーフォックスは59日間の行動を終えて真珠湾に帰投。修理を行った。
6月7日、シーフォックスは4回目の哨戒で日本近海に向かった。この哨戒は主として救助艦任務に割り当てられ、南鳥島付近で9名の陸軍パイロットを救助、10人目は小笠原諸島近海で救助した。7月29日、シーフォックスは49日間の行動を終えてミッドウェー島に帰投した。整備期間中に戦争は終了した。

### 戦後・朝鮮戦争
整備終了後、シーフォックスは真珠湾へ向かう。2週間の停泊後、フィリピンで第5潜水戦隊に合流し戦後の任務に当たる。スービック湾を拠点として、シーフォックスは1946年までフィリピン海域での作戦活動に従事し、1月12日に本国への帰還の途に就き、2月2日にサンフランシスコ湾に到着、オーバーホールを行い5月中旬に再び真珠湾に戻る。第52潜水艦部隊に合流し、1940年代の残りは3度の配備が行われた。1946年の夏には中部太平洋で、1948年冬と1949年秋には西太平洋で行われた。1949年末に第13潜水艦部隊に配属されたものの、1950年1月には第12潜水艦部隊に転属となる。半年後に朝鮮戦争が勃発し、シーフォックスは機雷敷設訓練、水雷訓練、砲術訓練、対潜水艦戦訓練に従事した。1951年9月2日、シーフォックスは西へ向かい朝鮮戦争に参加。西太平洋への6ヶ月間の配備で朝鮮海域での国連軍支援、日本海北部での対潜水艦戦訓練および哨戒が行われた。1952年3月、ハワイ諸島へ帰還したシーフォックスは沿岸での作戦活動を再開し、GUPPY IIA 改修の準備を始めた。

### GUPPY改修後
1952年10月15日、シーフォックスはメア・アイランド海軍造船所で予備役となり、GUPPY IIA 改修が行われる。改修作業は翌年の春に完了し、1953年6月5日に再就役する。8月に真珠湾に戻ったシーフォックスは沿岸での作戦活動、訓練演習を再開し、第71潜水艦部隊の1艦として西太平洋への配備に就く。1955年7月1日にサンディエゴで第33潜水艦部隊に配属され、シーフォックスは8月1日に部隊の旗艦となる。南カリフォルニア沿岸での作戦活動に従事し、1年後に第7艦隊との6ヶ月間の配備に向けて西太平洋へ向かった。その後1969年までサンディエゴでの訓練活動と、西太平洋での第7艦隊配備を交互に行った他、1964年からは西太平洋配備でベトナム戦争の支援も行った。1968年12月21日、シーフォックスは最後の西太平洋配備からサンディエゴに帰還した。その後は沿岸での作戦活動、オーバーホール、訓練演習が行われ、1970年11月に退役が決定し、1970年12月14日に退役、同日除籍された。
シーフォックスは第二次世界大戦の戦功で4個の従軍星章を、ベトナム戦争の戦功で4個の戦役章を受章した。

### トルコ海軍で
シーフォックスは1970年12月14日にサンフランシスコのハンターズ・ポイント海軍造船所でトルコに売却される。トルコ海軍ではブラクレイス (TCG Burakreis, S 335) と命名された。艦名はオスマン帝国の提督であるブラク・レイスに因んだものであった。ブラクレイスは対潜水艦戦訓練の後1971年4月9日にサンディエゴを出航、新たな母港に向かった。ブラクレイスは1971年8月8日にトルコ海軍において就役する。1996年にトルコ海軍を除籍された。